# Dániel Sallói
Dániel Sallói (Siófok, 19 luglio 1996) è un calciatore ungherese, attaccante dello Sporting Kansas City.

## Carriera

### Club
Il 18 luglio 2015 Sallói debutta professionisticamente e segna la prima rete della carriera una settimana dopo contro il Vasas.Colleziona anche 4 presenze e 6 reti nella Coppa d'Ungheria. In campionato colleziona dodici presenze segnando una rete.
Il 13 gennaio 2016 torna allo Sporting Kansas City firmando il primo contratto da professionista con la squadra americana.
Viene girato in prestito allo Swope Park Rangers militante nella USL, dove colleziona dieci presenze e 4 reti.
Nel giugno 2016 va in prestito agli ungheresi del Vasas e quindi al Gyirmot.
Il 20 settembre 2017 segna la rete decisiva del 2-0 nella finale di U.S. Open Cup contro i New York Red Bulls.

### Nazionale
Ha giocato nelle nazionali giovanili ungheresi Under-18 ed Under-21.
Il 2 settembre 2021 fa il suo esordio in nazionale maggiore nella sconfitta per 0-4 contro l'Inghilterra.

## Statistiche
Statistiche aggiornate al 10 agosto 2023.
| Stagione                    | Squadra                     | Campionato                  | Campionato | Campionato | Coppe nazionali | Coppe nazionali | Coppe nazionali | Coppe continentali | Coppe continentali | Coppe continentali | Altre coppe | Altre coppe | Altre coppe | Totale | Totale |
| Stagione                    | Squadra                     | Comp                        | Pres       | Reti       | Comp            | Pres            | Reti            | Comp               | Pres               | Reti               | Comp        | Pres        | Reti        | Pres   | Reti   |
| --------------------------- | --------------------------- | --------------------------- | ---------- | ---------- | --------------- | --------------- | --------------- | ------------------ | ------------------ | ------------------ | ----------- | ----------- | ----------- | ------ | ------ |
| 2015-2016                   | Újpest                      | NB I                        | 12         | 1          | MK              | 5               | 6               |                    | -                  | -                  |             | -           | -           | 17     | 7      |
| 2016                        | Swope Park Rangers          | USL                         | 10         | 4          |                 | -               | -               |                    | -                  | -                  |             | -           | -           | 10     | 4      |
| 2016-2017                   | Gyirmót                     | NB I                        | 13         | 2          |                 | -               | -               |                    | -                  | -                  |             | -           | -           | 13     | 2      |
| 2017                        | Swope Park Rangers          | USL                         | 3          | 1          |                 | -               | -               |                    | -                  | -                  |             | -           | -           | 3      | 1      |
| 2017                        | Sporting Kansas City        | MLS                         | 22+1       | 3          | USOC            | 4               | 3               |                    | -                  | -                  |             | -           | -           | 27     | 6      |
| 2018                        | Sporting Kansas City        | MLS                         | 29+4       | 11+3       | USOC            | 3               | 2               |                    | -                  | -                  |             | -           | -           | 36     | 16     |
| 2019                        | Sporting Kansas City        | MLS                         | 28         | 1          | USOC            | 1               | 0               | CCL                | 5                  | 0                  |             | -           | -           | 34     | 1      |
| 2020                        | Sporting Kansas City        | MLS                         | 7          | 0          |                 | -               | -               |                    | -                  | -                  |             | -           | -           | 7      | 0      |
| 2021                        | Sporting Kansas City        | MLS                         | 30+2       | 16         |                 | -               | -               | CCL                | 1                  | 0                  |             | -           | -           | 33     | 16     |
| 2022                        | Sporting Kansas City        | MLS                         | 29         | 7          | USOC            | 4               | 2               | CCL                | 1                  | 0                  |             | -           | -           | 34     | 9      |
| Totale Sporting Kansas City | Totale Sporting Kansas City | Totale Sporting Kansas City | 152        | 41         |                 | 12              | 7               |                    | 7                  | 0                  |             | -           | -           | 171    | 48     |
| Totale carriera             | Totale carriera             | Totale carriera             | 190        | 49         |                 | 17              | 13              |                    | 7                  | 0                  |             | -           | -           | 214    | 62     |

## Palmarès

### Competizioni Nazionali
- U.S. Open Cup: 1

Sporting Kansas City: 2017